# Richard M. Brace
Richard Munthe Brace (Alameda, 1915-Isla de Francia, 1977) fue un profesor estadounidense.

## Biografía
Nació el 11 de agosto de 1915 en Alameda (California). Fue autor de títulos como The Making of the Modern World (1955) y Ordeal in Algeria (1965), este último junto con Joan Brace. Profesor en universidades como Northwestern University y Oakland University, falleció el 5 de junio de 1977 en Francia.